# 凯斯西储大学法学院

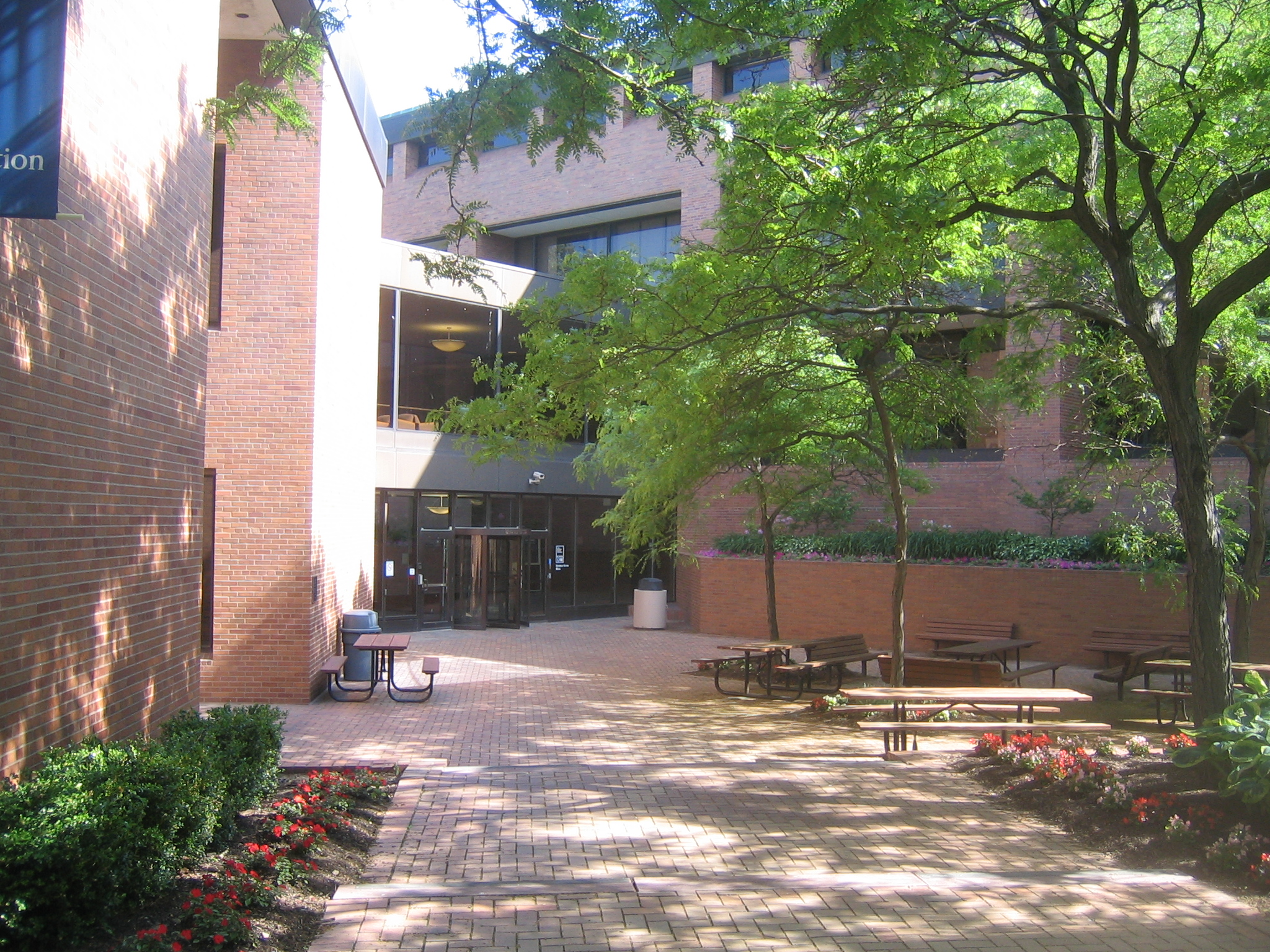
法学院入口

凯斯西储大学法学院（Case Western Reserve University School of Law）
是一所自1892年起在美国俄亥俄州克利夫兰创设的法学院，附属于凯斯西储大学。
该学院在《美国新闻与世界报道》的法学院排名里被评为第67名。